# ژروم لو موین
ژروم لو موین (انگلیسی: Jérôme Le Moigne؛ زادهٔ ۱۵ فوریهٔ ۱۹۸۳) بازیکن فوتبال اهل فرانسه است.
از باشگاه‌هایی که در آن بازی کرده‌است می‌توان به باشگاه فوتبال لانس، باشگاه فوتبال کن، و باشگاه فوتبال سدان اشاره کرد.